# Equilibrio estructural

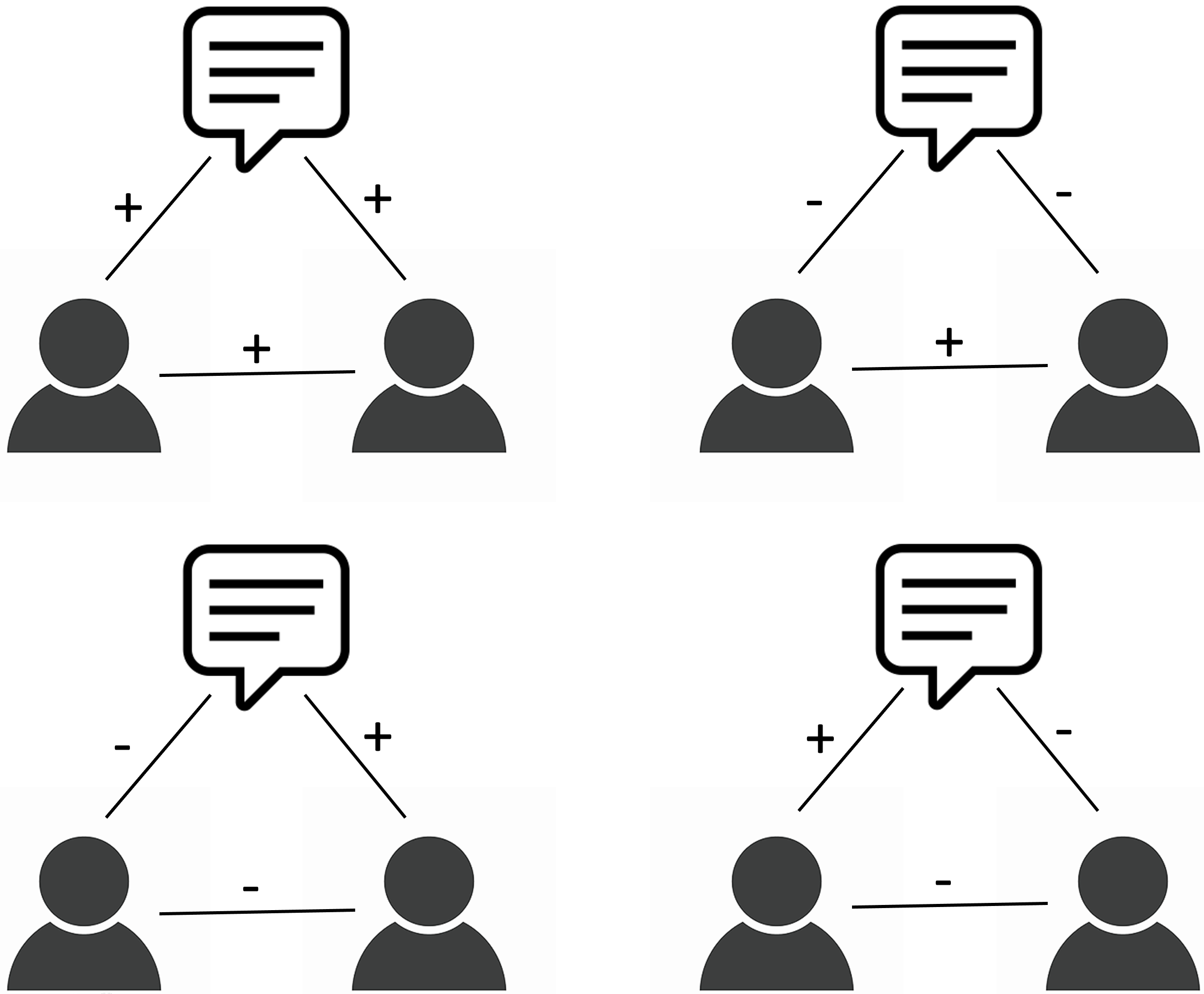
En esta tríada, hay equilibrio estructural si dos personas son amigas (+) y opinan lo mismo sobre cierto tema, o si son enemigas (-) y opinan distinto.

En análisis de redes sociales, el equilibrio estructural es una propiedad deseable de una red social, usualmente representada como grafo signado, en que los actores o nodos de una red social se agrupan y relacionan consistentemente de acuerdo a sus cogniciones o percepciones. Estos actores pueden no necesariamente ser personas, sino objetos o enunciados sobre los cuales se puede opinar. A la línea de estudio específica sobre este fenómeno se le conoce como teoría del equilibrio estructural, o en honor a su impulsor, Fritz Heider, como teoría del equilibrio de Heider.
Este concepto se puede generalizar de diversas maneras, entre otras, como las nociones de agrupamiento y de transitividad en redes sociales.

## Historia
Este concepto surgió desde los orígenes del análisis de redes sociales, inicialmente como un concepto de «equilibrio cognitivo» propuesto por Heider (1946) para estudiar la cognición en situaciones sociales. Utilizando grafos signados, Heider estudió las cogniciones individuales, para luego pasar a estudiar díadas y tríadas. El autor propuso que en una díada hay equilibrio si todos sus lazos coinciden en sus signos (positivos o negativos), y que en una tríada con tres lazos hay equilibrio si todos los lazos son positivos, o bien hay dos negativos y uno positivo (es decir, si se genera un ciclo signado positivo). De acuerdo al propio Heider (1979), esta idea del equilibrio cognitivo habría estado influenciada por las de causalidad fenoménica y de relaciones interpersonales empleadas por Max Wertheimer y Baruch Spinoza.
Note que las definiciones originales de Heider (1946) no consideraban la teoría de grafos, si bien esta fue introducida prontamente en los trabajos de Harary (1953) y Harary (1955). Poco después,Cartwright y Harary (1956) generalizaron esta noción de equilibrio cognitivo a una de «equilibrio estructural» para grupos sociales, para cualquier número de individuos. Unos años más tarde,Flament (1963) desarrolló la teoría del equilibrio estructural desde el contexto de la teoría de conjuntos.

## Definición
Dada una red social representada como un grafo signado (dirigido o no dirigido), un grupo de esa red está equilibrado estructuralmente o tiene equilibrio estructural si cuando dos actores se relacionan positivamente (+), entonces se cumple que son coherentes en sus evaluaciones sobre el resto de actores del grupo, y si se relacionan negativamente (–), entonces sus evaluaciones sobre el resto de actores no coinciden. Más formalmente:
| Un grafo signado no dirigido está equilibrado o tiene equilibrio estructural si y solo si todos sus ciclos signados son positivos. |

Para grafos dirigidos, la dirección de las aristas no importa, por lo que la definición es equivalente:
| Un grafo signado dirigido está equilibrado o tiene equilibrio estructural si y solo si todos sus semiciclos signados son positivos. |

Note que pueden existir grafos signados que no están equilibrados ni desequilibrados, al no tener ningún ciclo signado. En tal caso, se dice que estos grafos o redes tienen un equilibrio vacuo (vacuosly balanced, en inglés).

### Modelo P-O-X

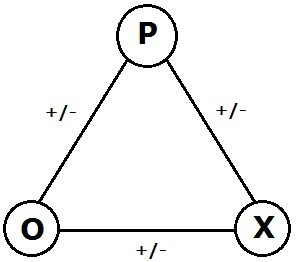
Un triángulo signado puede representar 8 disposiciones diferentes de relaciones de afecto (+) y aversión (–) entre los actores de una tríada.

Heider definió un modelo teórico conformado por una tríada cuyos actores son una persona (P), un otro (O) y un objeto (X) sobre el cual tanto la persona como el otro sienten afinidad (+) o aversión (–). El objeto podría cualquier cosa, material o inmaterial, incluso una tercera persona (Q, en tal caso). Las relaciones de afinidad/aversión entre los actores se pueden representar como aristas no dirigidas en un grafo triángulo signado. De este modo, existen ocho triángulos o «tríos P-O-X» diferentes: el conformado solo por aversiones, el conformado solo por afinidades, y las seis combinaciones intermedias restantes.
Más aún, si observamos los ciclos signados de estos ocho grafos, obtenemos dos subconjuntos bien diferenciados, uno conformado por ciclos signados positivos (+,+,+), (+,–,–), (–,+,–) y (–,–,+), que corresponden a las tríadas equilibradas, y otro conformado por ciclos signados negativos (–,–,–), (+,+,–), (–,+,+) y (+,–,+), que corresponden a las tríadas desequilibradas.
Sobre este modelo se desarrolló una extensa literatura entre fines de los años 1940 y fines de los años 1960.

### Propiedades
Una red equilibrada se puede representar como una red bimodal donde el conjunto de actores se particiona en dos subgrupos, agrupaciones o clusters, de modo que dentro de cada subgrupo los actores se relacionan positivamente, y entre ambos, todos se relacionan negativamente. Uno de estos subgrupos podría estar vacío, de modo que solo existan relaciones positivas entre los actores. Asimismo, también puede darse el caso de que no existan relaciones entre los actores de uno de los subgrupos. Si no existen relaciones positivas entre los actores de ninguno de los subgrupos por separado, y sólo hay relaciones negativas entre actores de ambos subgrupos, entonces estamos en presencia de un grafo bipartito.
Dado cualquier par de nodos de una red equilibrada, todos los caminos que los conectan deben siempre tener el mismo signo, es decir, el mismo producto de los signos de sus aristas. Además, todos los ciclos o semiciclos deben tener un número par de signos negativos (–).

## Comprobación del equilibrio
Desde el punto de vista de la complejidad computacional, verificar de si una red signada está balanceada se puede hacer en tiempo polinomial.
Para comprobar si una red está equilibrada, se puede proceder verificando primero si todos los ciclos (o semiciclos, si la red es dirigida) signados de longitud 3 son positivos, luego los de longitud 4, y así sucesivamente. A lo más habrá que hacer {\displaystyle n} verificaciones de este tipo, siendo {\displaystyle n} el número de actores de la red.
Equivalentemente, dada la matriz de adyacencia (o sociomatriz) {\displaystyle A} de una red no dirigida, se puede verificar que la diagonal principal de todas las matrices elevadas a potencias {\displaystyle p}, {\displaystyle A^{p}}, con {\displaystyle p=\{2,\ldots ,n\}}, sean no-negativas. Note que el valor de los elementos en las diagonales principales de estas matrices {\displaystyle A^{p}} son iguales a la suma de signos que hay en ciclos de longitud {\displaystyle p} que inician y terminan con ellos. Los valores son todos positivos, si la red es equilibrada, o bien al menos un valor será negativo, si la red es desequilibrada. Si la red es dirigida, el método de verificación usando matrices de adyacencia es más complejo, ya que requiere de símbolos auxiliares y algunas reglas algebraicas adicionales.

### Índice de equilibrio
Dada una red o grafo signado, consideremos las siguientes variables:
- NC: número de ciclos (o semiciclos, en una red dirigida) signados negativos,
- PC: número de ciclos (o semiciclos) signados positivos, y
- TC: número de ciclos (o semiciclos) totales.

A la variable NC en ocasiones se le conoce como «índice de ciclo para el equilibrio». Con ellas, se pueden definir dos índices diferentes:
- NC{\displaystyle /}TC: índice de desequilibrio, que será 0 si la red está completamente equilibrada y 1 si está completamente desequilibrada.
- PC{\displaystyle /}TC: índice de equilibrio, que será 0 si la red está completamente desequilibrada y 1 si está completamente equilibrada.

Estos tipos de índices de ciclo se pueden calcular usando matrices. También existen variaciones que consideran las longitudes de los (semi)ciclos, un «índice de línea para el equilibrio», que corresponde al número de signos que deben cambiarse (o de aristas que deben eliminarse) para que la red quede equilibrada, entre otras.

## Aplicaciones y limitaciones
El equilibrio estructural ha sido relevante en ciencias sociales, en particular en áreas como la sociología, la psicología social y la antropología.
Entre sus diversas aplicaciones, está por ejemplo el estudio de relaciones internacionales entre países, en particular para estudiar relaciones de alianzas y enemistades políticas en conflictos armados, o bien relaciones de cooperación entre políticos y élites influyentes. En estos casos, los niveles de desequilibrio estructural permiten cuantificar los niveles de «tensión» en la red.
Por otra parte, la teoría del equilibrio estructural dio lugar a los primeros métodos de agrupamiento (clustering, en inglés) para redes sociales reales, y ha tenido un alto impacto en los aspectos metodológicos del análisis de redes sociales.
Finalmente, el sociólogo Mark Granovetter planteó en 1979 que el equilibrio estructural solo es esperable en redes conformadas por grupos pequeños. En redes más grandes, es común que los ciclos signados negativos se sostengan debido a restricciones institucionales, económicas, políticas o de otros tipos. De hecho, las tríadas prohibidas por el modelo P-O-X de Heider pueden existir e incluso ser bastante estables en ciertas macro-situaciones políticas.